# República do Afeganistão
A República do Afeganistão (em pachto: جمهوری افغانستان) foi o governo oficial de estado de Mohammed Daoud Khan de 1973 a 1978. Daoud Khan se tornou o primeiro presidente do Afeganistão em 1973, depois que ele depôs Mohammad Zahir Shah, em um golpe de Estado sem violência. Daoud era conhecido por sua política progressista e pela tentativa de modernizar o país com a ajuda da União Soviética e dos Estados Unidos, entre outros.
Em 1978, um golpe militar conhecido como a Revolução de Saur ocorreu com a ajuda do Partido Democrático Popular do Afeganistão. Daoud e toda sua família foram assassinados durante o golpe de 1978. A República de Daoud deu origem à República Democrática do Afeganistão (1978-1992) 

## História

### Formação
Em 1973, quando Mohammed Zahir Shah estava na Itália submetido à cirurgia ocular, bem como terapia para lumbago, seu primo e ex-primeiro-ministro Mohammed Daoud Khan organizou um golpe de Estado e instaurou um governo republicano. Como um ex-primeiro ministro, Daoud Khan tinha sido forçado a renunciar por Zahir Shah uma década antes.  Em agosto, após o golpe de Estado, Zahir Shah abdicou ao invés de arriscar uma guerra civil.

### Reformas políticas
No mesmo ano, ex-primeiro-ministro do Afeganistão, Mohammad Hashim Maiwandwal foi preso por tramar um golpe contra o novo governo estabelecido por Daoud. Não está claro se o golpe foi feito para aproveitar o poder de Daoud ou do ex-rei Mohammed Zahir Shah. Maiwandwal foi preso e se suicidou na prisão antes de seu julgamento, uma crença generalizada diz que foi torturado até a morte .
Após o golpe, o presidente Mohammed Daoud Khan estabeleceu o seu próprio partido político, o Partido Nacional Revolucionário. Este partido se tornou o único foco da atividade política no país. A Loya Jirga aprovou a nova Constituição de Daoud, que institui um sistema de unipartidarismo (um partido presidencial no governo), em janeiro de 1977. Qualquer resistência ou rebelião contra o novo regime era esmagada ou reprimida pelo governo.

### Ascensão do comunismo
Durante a presidência de Daoud, as relações com os países comunistas no exterior, especialmente com a União Soviética e com os comunistas afegãos no país deterioraram-se. A União Soviética via Daoud como uma liderança mais ocidental, uma mudança como perigosa, uma vez que Daoud estava tentando distanciar o Afeganistão da União Soviética. Ele removeu e expulsou conselheiros militares e econômicos soviéticos. Os soviéticos viam Daoud como um "anti-comunista", conceito por causa da sua nova abordagem para o Partido Democrático Popular do Afeganistão (PDPA) e suas criticas ao papel de Cuba Comunista no Movimento dos Países Não-Alinhados..
Em 1976, Daoud estabeleceu um plano econômico de sete anos para o país. Começou com programas de treinamento militar com a Índia, por exemplo, e iniciou negociações de desenvolvimento econômico com o Irã. Daoud também voltou sua atenção para as ricas nações petrolíferas do Oriente Médio, como Arábia Saudita, Iraque e Kuwait, entre outros, para assistência financeira.
Daoud tinha conseguido pouco do que ele tinha a intenção de realizar em 1978. A economia afegã não tinha feito nenhum progresso real e o padrão de vida do Afeganistão não melhorou. Daoud também recebeu muitas críticas pela sua constituição de partido único em 1977, que o alienou seus partidários políticos. Por esta altura as facções Parcham e Khalq no PDPA chegaram a um acordo sobre uma frágil reunificação. Neste momento, oficiais do exército comunista estavam planejando um golpe militar contra o governo de Daoud. De acordo com o segundo Presidente da República Democrática do Afeganistão, Hafizullah Amin, o PDPA tinha começado conspirar para o golpe em 1976, dois anos antes da Revolução de Saur .

### Revolução de Saur

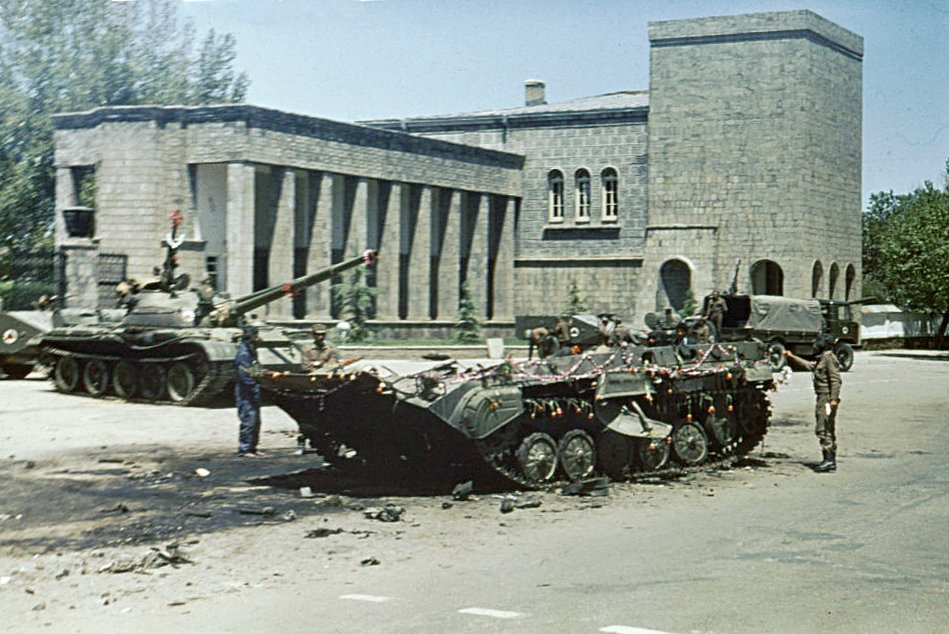
Dia após a Revolução de Saur em Cabul.

Em 27 de abril de 1978, o golpe militar comunista começou. O golpe começou com tropas militares da base militar no Aeroporto Internacional de Cabul começando a se mover em direção ao centro da cidade. Levou apenas 24 horas para consolidar o poder na capital. Daoud e mais toda sua família foram executados no palácio presidencial em Cabul no dia seguinte .
O PDPA tomou o poder em um golpe militar em 1978, no que é conhecido como a Revolução de Saur.Nur Mohammad Taraki, Secretário-Geral do PDPA, tornou-se presidente do Conselho Revolucionário e primeiro-ministro da recém-criada República Democrática do Afeganistão. Após o golpe militar, Taraki assumiu o cargo como presidente do Afeganistão e Hafizullah, o de vice-primeiro-ministro.